# تپه کنی مهدی
تپه کنی مهدی مربوط به دوره نوسنگی - هزاره ۴ قم است و در شهرستان پل‌دختر، بخش مرکزی، دهستان ملاوی، روستای گل گل سفلی واقع شده و این اثر در تاریخ ۱۸ شهریور ۱۳۸۷ با شمارهٔ ثبت ۲۳۲۳۷ به‌عنوان یکی از آثار ملی ایران به ثبت رسیده است.